# Guineu voladora negra de Maurici
La guineu voladora negra de Maurici (Pteropus niger) és una espècie de ratpenat de la família dels pteropòdids. Viu a Maurici i l'illa de la Reunió. El seu hàbitat natural són els boscos primaris. Està amenaçada per la caça, la desforestació i els fenòmens meteorològics extrems.